# Meister des Todes 2
Meister des Todes 2 ist der fünfte investigative Spielfilm des Filmemachers Daniel Harrich aus dem Jahr 2020. Sein Vorgänger Meister des Todes (2015) basiert auf jahrelangen Recherchen zu illegalen Waffengeschäften und zeigt auf, wie Politik und der Waffenhersteller HSW die Rüstungsexportkontrolle umgehen, um Waffen in die Krisenregion Mexiko zu liefern. Die Fortsetzung befasst sich mit dem anschließenden Gerichtsprozess, welcher einen möglichen Verstoß gegen das Kriegswaffenkontrollgesetz klären soll.
Der erste Film Meister des Todes hat mit zu strafrechtlichen Ermittlungen und gerichtlichen Urteilen gegen deutsche Waffenhersteller wegen illegaler Exporte geführt und so Meister des Todes 2 erst möglich gemacht. Es gilt als einmalig, dass ein fiktionaler Spielfilm sich in Realität selbst weiterschreibt.

## Handlung
Der Film spielt wechselweise in Deutschland, wo der fiktive Waffenhersteller HSW sich für Waffenlieferungen nach Mexiko vor Gericht verantworten muss, und in Mexiko, wo 6 Studenten erschossen wurden und 43 verschwunden sind. HSW aus Hochdorf (in Anlehnung an Heckler und Koch in Oberndorf) soll gegen das Außenwirtschaftsgesetz und das Kriegswaffenkontrollgesetz verstoßen haben, indem nicht genehmigungsfähige Waffenlieferungen nach Mexiko erfolgten. Alex Stengele, Vertriebsleiter Mittel- und Südamerika, muss sich zwischen seiner Frau Sabine und der Firma, der „Familie“ entscheiden. Sie droht mit Scheidung, falls er nicht vor Gericht aussagt. Nachdem er vor Gericht seine Aussage angekündigt hat, erleidet er einen tödlichen Herzinfarkt, woraufhin sich die Witwe der Anwältin und Menschenrechtlerin Christiane Schuhmann anschließt. Mit den Angehörigen der Studenten wollen sie herausfinden, was aus den Verschwundenen wurde und welche Ausmaße die Waffenlieferungen nach Mexiko haben. Obwohl die beiden belastendes Material beschaffen können, entwickelt sich der Prozess mehr und mehr zu einer Farce mit Bauernopfern.

## Kritiken
Tilmann P. Gangloff lobt die Regiearbeit in der Frankfurter Rundschau: „Bei den Umsetzungen seiner Stoffe orientiert sich Harrich an den Maßstäben des Kinos. Die Bildgestaltung durch Michael Praun ist exquisit. In den Gerichtsszenen verhindern elegante Kamerafahrten, dass die Szenen zum Kammerspiel werden; in Mexiko lassen Aufnahmen mit der Handkamera die Bilder dokumentarisch wirken.“ Gleichzeitig bedauert er: „Wie in den Auslandskrimis der ARD-Tochter Degeto können alle Beteiligten perfekt deutsch; gerade in den Klageszenen hätten die Originalstimmen womöglich überzeugender geklungen.“
Arno Frank von SPIEGELkultur empfiehlt den Film als „ebenso brisanter wie brillanter Themenabend im Ersten“. „Allein schon wegen der Schauspieler lohnt das Einschalten. ‚Meister des Todes 2‘ wäre ein guter ‚Tatort‘ – läge dem Plot nicht eine wahre Geschichte zugrunde.“ Frank resümiert: „Harrich und seinem Team geht es nicht darum, mit dem moralischen Zeigefinger auf deutsche Mittelständler zu zeigen. Es geht ihm darum, dass Gesetze auch wirklich durchgesetzt und nicht der Gier untergeordnet werden. Es ist im Grunde ein Appell an die zuständigen Staatsanwaltschaften, ein Antrag auf Revision beim Bundesgerichtshof. Wie nebenbei ist dieser Journalismus eine Antwort auf die Frage, wozu es das Öffentlich-Rechtliche braucht. Dafür.“
Den Wert des Films als kritisches öffentlich-rechtliches Fernsehen unterstreicht Thomas Gehringer bei tittelbach.tv: „In Kombination mit einer anschließenden Dokumentation sorgen Harrich/Heidenreich dafür, dass das Thema Rüstungsexporte erneut eine breite Öffentlichkeit erreicht – das ist engagiertes, kritisches Fernsehen, wie man es sich häufiger wünschen kann. ‚Meister des Todes 2‘ ist einerseits aufrüttelndes Gerichts- und Wirtschafts-Drama, andererseits die Geschichte einer Befreiung: Mit Veronica Ferres als Witwe eines ehemaligen HSW-Managers, die ihre Alkoholsucht überwindet und die Seiten wechselt. Packend, entlarvend, manchmal etwas plakativ.“

## Dokumentation zum ARD-Themenabend
Die Dokumentation Tödliche Exporte: Rüstungsmanager vor Gericht beschreibt die realen Hintergründe zu Meister des Todes. Inhaltlich geht es um den Strafprozess gegen den deutschen Waffenproduzenten Heckler & Koch wegen illegaler Kriegswaffenexporte nach Mexiko vor dem Landgericht Stuttgart. Die Filmemacher zeigen auf, dass dutzende Heckler & Koch HK G36 bei der Massenentführung in Iguala 2014 eingesetzt wurden. Auch die Geschäftspraktiken des deutschen Waffenherstellers SIG Sauer thematisiert der Film und deckt dazu neue mutmaßlich illegale Waffengeschäfte auf. Der Autor Arno Frank bezeichnet den Themenabend als „ein Appell an die zuständigen Staatsanwaltschaften, ein Antrag auf Revision beim Bundesgerichtshof“.
In Tödliche Exporte 2 – Rüstungsmanager vor Gericht äußern sich erstmals der damals zuständige Präsident des Bundesamtes für Wirtschaft und Ausfuhrkontrolle Arnold Wallraff sowie der ehemalige Bundeswirtschaftsminister Sigmar Gabriel zu den Vorwürfen. Der ehemalige Bundestagsabgeordnete Jan van Aken war Prozessbeobachter im Stuttgarter Verfahren.

## Auswirkungen
Bereits am Abend der Ausstrahlung bestätigt die Staatsanwaltschaft Kiel gegenüber der DPA neue Ermittlungen gegen den Rüstungskonzern SIG Sauer aufgrund der Veröffentlichungen des ARD Themenabends.
Aufgrund der Corona-Pandemie musste die Premiere im Deutschen Bundestag abgesagt werden. Mehrere Abgeordnete sahen den Film im Rahmen einer Online-Preview und bezogen schriftlich sowie über Social Media Stellung.
Sevim Dağdelen – Die Linke:

„Die aktuelle Corona-Pandemie führt uns eindringlich vor Augen: Das Wahnsinnsgeschäft mit Rüstung und Waffenexporten muss gestoppt werden. Wir brauchen die Milliarden für den Auf- und Ausbau krisenfester Gesundheitssysteme. Deswegen hoffe ich, dass dieser ARD-Themenabend auch ein juristisches und politisches Nachspiel hat.“

Frank Heinrich – CDU:

„'Meister des Todes 2' wie auch die Dokumentation zeigen eindrücklich, dass es immer noch zu leicht ist, die deutschen Gesetze und Regelungen zu umgehen. Wenn sich die Erkenntnisse des Themenabends verdichten, hatten diese allerdings nur eine Marktverschiebung zur Folge und dann muss erneut strafrechtlich ermittelt werden.“

Frank Schwabe – SPD:

„Das Gerichturteil vom letzten Jahr ist vor allem für die Familien der Opfer unbefriedigend. Ich könnte mir vorstellen, dass die Strafzahlungen der Firma von 3,7 Mio Euro in einen Opferfonds für die Angehörigen in Mexiko fließen kann.“

Katja Keul – Bündnis 90/Die Grünen:

„In der deutschen Rüstungsexportpolitik braucht es dringend gesetzliche Veränderungen und zwar sowohl hinsichtlich der genehmigten Exporte als auch hinsichtlich der Verfolgung illegaler Exporte. Sollten sich die Behauptungen hinsichtlich der Kleinwaffenexporte (…) aus Deutschland über die USA nach Lateinamerika erhärten, wäre dies Anlass für weitere strafrechtliche Ermittlungen.“

Bijan Djir-Sarai – FDP:

„Der ARD-Themenabend lenkt die Aufmerksamkeit auf ein Thema, bei dem dringender Handlungsbedarf besteht. Es kann nicht sein, dass weiterhin deutsche Rüstungsgüter in Krisengebiete exportiert werden und dort unschuldigen Menschen das Leben kosten. Friedens- und Konfliktlösungen geraten so in weite Ferne.“

## Trivia
- Daniel Harrich und SWR-Redakteur Thomas Reutter sind als Reporter zu sehen, die nach dem Prozess von Manager Heinz Zöblin aggressiv angegangen werden.[6]
- Im Gerichtssaal ist unter den Zuschauern mehrmals Jürgen Grässlin zu sehen, der die realen Strafanzeigen gegen Heckler & Koch erstattete.